# Sony Xperia M2
O Sony Xperia M2 é um smartphone Android 4G de gama média fabricado pela Sony, que foi apresentado em 24 de fevereiro de 2014 no Mobile World Congress, em Barcelona, Espanha. Ostenta a nova aplicação Lifelog da Sony, lançada juntamente com o Sony Xperia Z2 e o Sony Xperia Z2 Tablet. O Xperia M2 sucede ao Sony Xperia M com um processador mais rápido e uma câmara melhorada.

## Especificações técnicas

### Hardware
O Xperia M2 possui uma tela de 4,8 polegadas com resolução qHD de 540×960 px e uma densidade de pixels de 229 ppi. Possui uma câmera de 8 megapixels capaz de capturar imagens HDR e gravar vídeo Full HD 1080p . Xperia M2 é um celular de corpo selado com 1.2 Processador quad-core Qualcomm Snapdragon 400 de GHz, GPU Adreno 305, 1 GB de RAM LPDDR3 e 8 GB de armazenamento flash interno embalado junto com 2300 Bateria não removível mAh. Também possui slot microSDHC que suporta até 32 GB de espaço adicional. Pesando 148 g, o telefone mede 139,7 milímetros por 71,1 milímetros por 8,6 milímetros.
- Sistema operacional Android 5.1.1[4]
- NFC, Wi-Fi e Bluetooth suportados[5][6][7][8]

## Variantes
| Nome comercial | Nome de código             | Número do modelo | Referência |
| -------------- | -------------------------- | ---------------- | ---------- |
| Xperia M2      | Eagle Rita SS 1258         | D2305            | [ 9 ]      |
| Xperia M2      | Eagle Gina SS 1,3,5,7,8,20 | D2303            | [ 9 ]      |
| Xperia M2      | Eagle Rex SS 4,7,17        | D2306            | [ 9 ]      |
| Xperia M2      | Eagle Rex T SS 4,7,17      | D2316            | [ 9 ]      |
| Xperia M2 Dual | Eagle Rita DS 1258         | D2302            | [ 9 ]      |